# 聖佩德羅德萬凱雷區
12°07′47″S 76°12′55″W / 12.1298°S 76.2154°W
聖佩德羅德萬凱雷區（西班牙語：Distrito de San Pedro de Huancayre），是秘魯的一個區，位於該國中南部利馬大區的瓦羅奇里省，始建於1962年5月15日，面積41.8平方公里，海拔高度3,135米，2005年人口249，人口密度每平方公里6人。